# Tetraodon miurus
Il pesce palla del Congo (Tetraodon miurus Boulenger, 1902), è una specie di pesce palla d'acqua dolce.

## Distribuzione e habitat
Presente nel fiume Congo, in Africa. Misura fino a 15 cm.